# Basil Moore
Basil John Moore foi um economista canadense pós-keynesiano, mais conhecido por desenvolver e promover a teoria do dinheiro endógeno, particularmente a proposição de que a curva de oferta da moeda é horizontal, em vez de inclinada para cima, uma proposição conhecida como horizontalismo.  Ele foi o proponente mais eminente desta teoria, e é considerado uma figura central na economia pós-keynesiana.

## Biografia
Moore estudou economia na Universidade de Toronto e na Universidade Johns Hopkins.  Em 1958, ele iniciou uma distinta carreira acadêmica na Universidade Wesleyan, em Middletown, Connecticut, e tornou-se professor emérito da Universidade.  Ele saiu em 2003 para se mudar para a África do Sul, onde ingressou na Universidade de Stellenbosch, com a qual manteve uma associação e "onde foi Professor Extraordinário de Economia".

## Teoria
Moore enfatiza a mecânica da criação de crédito, particularmente linhas de crédito estendidas pelos bancos às grandes corporações sobre a oferta monetária.  Ele argumenta que a capacidade dos bancos comerciais de estender o crédito é limitada apenas pela demanda por dinheiro dos tomadores de crédito, pois os bancos centrais são obrigados a agir para garantir que haja sempre uma oferta suficiente de dinheiro para que a demanda seja atendida. 
Moore comparou sua visão "horizontalista" da oferta monetária, compartilhada por alguns economistas pós-keynesianos, com uma visão mais "estruturalista" da economia, na qual a quantidade de dinheiro é restrita pela oferta.